# Shinchi
Shinchi (jap. 新地町 Shinchi-machi) – miasto w Japonii, na wyspie Honsiu, w prefekturze Fukushima. Według danych na rok 2020 miejscowość zamieszkiwało 7 905 mieszkańców , a gęstość zaludnienia wyniosła 169,3 os./km².